# 晉憲
晉憲（1486年—？年），字邦彝，南直隶苏州府崑山縣人，明朝政治人物。

## 生平
治《書經》，行三，正德十一年（1516年）由國子生中式丙子科應天府鄉試第五名舉人，嘉靖二年（1523年）癸未科會試第二百三十一名，第二甲第七十九名進士。任工部主事，历升郎中。

## 家族
曾祖晉茂，壽官。祖父晉紳。父晉鵾，训导。母杨氏。严侍下。兄忠、恩、弟懃、慰。